# إرينا أرمسترونغ
إرينا أرمسترونغ هي لاعبة دارت روسية، ولدت في 6 ديسمبر 1970 في فولوغدا في روسيا.

## روابط خارجية
- إرينا أرمسترونغ على موقع DartsDatabase.co.uk (الإنجليزية)